# Johnston McCulley
Johnston McCulley (ur. 2 lutego 1883 w Ottawie w stanie Illinois, zm. 23 listopada 1958 w Los Angeles) – amerykański prozaik i scenarzysta. Najbardziej znany jako twórca postaci Zorro.
Początkowo pracował jako reporter dla „The Police Gazette”. Podczas I wojny światowej był oficerem w amerykańskiej armii. Po wojnie publikował swoje utwory na łamach popularnych czasopism. Wiele jego utworów zostało napisanych pod pseudonimami: Harrington Silny, Raley Brien, George Drayne, Monica Morton, Rowena Raley, Frederic Phelps, Walter Pierson oraz John Mack.
W 1919 roku na łamach magazynu literackiego „All-Story Weekly” opublikował w odcinkach powieść The Curse of Capistrano o szlachetnym banicie imieniem Zorro. Powieść odniosła ogromy sukces. W 1920 roku została zekranizowana w niemym filmie pod tytułem Znak Zorro (The Mark of Zorro).
Na fali poparcia, w następnych dziesięcioleciach McCulley napisał kilka powieści poświęconych tej postaci, która stała się w krótkim czasie jedną z największych ikon kultury masowej.
Oprócz Zorro, McCulley stworzył wiele innych wyrazistych i popularnych postaci.